# Baphuon
Baphuon (kmersko ប្រាសាទបាពួន) je tempelj v Angkorju v Kambodži. Stoji v Angkor Thomu, severozahodno od Bayona. Je monumentalna tempeljska gora, zgrajena sredi 11. stoletja v čast hindujskega boga Šive in eno najpomembnejših pričevanj obdobja Angkor. Prvotno središče kmerske prestolnice Jasodharapura je arheološko najdišče zdaj v Angkor Thomu blizu kamboškega mesta Siem Reap.

## Zgodovina
Kralj Udajaditjavarman II. je mogočnemu Kmerskemu imperiju vladal od leta 1050 do 1066. V središču prestolnice Jasodhapura (kvadratni kompleks, ki je bil nekoliko večji od prestolnice Angkor Thom, ki je bila kasneje na približno istem mestu) je dal zgraditi državni tempelj Baphuon, tempeljsko goro izjemnega formata, ki je bila tudi značilna z očarljivimi reliefnimi okraski, prvimi scenskimi upodobitvami po Bakongu.
Še leta 1296–1297 je bil kitajski diplomat Zhou Daguan tako navdušen nad stavbo, da je zapisal: »Približno Li (kitajsko miljo ali pol kilometra) severno od zlatega stolpa je bronast stolp. Višji je celo od zlatega stolpa in je čudovit prizor.« Z »zlatim stolpom« je Zhou mislil Bayon, z »bronastim stolpom« pa Baphuon.
Verjetno gomila, ki je tvorila jedro stavbe, ni bila dovolj močna in Tempeljski grič se je v naslednjih stoletjih zrušil. Okoli 15. stoletja je bila zahodna stran tempeljske terase preoblikovana v 70 m dolg nizki relief ležečega Bude, očitno narejen iz kamnov s podrtega osrednjega stolpa.
Leta 1960 so se začela dela na rekonstrukciji Baphuona, ki je bil zdaj skoraj popolnoma propadel, z uporabo metode anastiloza: veličastna sestavljanka, ki je bila prekinjena, ko so na oblast prišli Rdeči Kmeri. Od leta 1995 je skupina francoskih arheologov nadaljevala rekonstrukcijo; zapisov o položajih že vnaprej sortiranih kamnov pa ni bilo več mogoče najti, kar je nalogo še dodatno zapletlo. Delo je bilo uspešno zaključeno leta 2011.

## Arhitektura
Baphuon stoji nekoliko severozahodno od mlajšega državnega templja Bayon, natančneje: na zahodni strani avenije, ki vodi severno od Bayona s svojimi prednjimi stolpi (in s tem iz središča Angkor Thoma). Severni sosed Baphuona je starejša tempeljska piramida Phimeanakas. Peščenjak je bil uporabljen skoraj izključno kot gradbeni material - samo zemlja je bila uporabljena za jedro gore in laterit za nekatere stene. Skrajni zunanji prostor obdaja v smeri vzhod-zahod, 125 × 425 m velik, nenavadno podolgovat pravokotnik. Na vzhodu, neposredno na drevoredu, so monumentalna glavna vrata. Zagotovo je bil paviljon, skozi katerega se sprehodi po približno dveh tretjinah poti do tempeljskega hriba, prvotni glavni vhod v Baphuon - kasneje so ograjeno območje prenesli naprej do nove avenije in tam zgradili novo zgradbo vrat.
172 m dolga brv, ki vodi do paviljona in naprej na Tempeljski grič, je sestavljena iz velikih plošč iz peščenjaka na treh vrstah okroglih stebrov iz peščenjaka - verjetno kamnita replika lesenih brvi, saj te še vedno potekajo skozi kolišča kamboške stanovanjske vasi. Na koncu sprehajalne poti se pride do terase velikosti 100 × 120 m, ki je osnova piramide, katere štiri stopnje segajo v višino 24 m. Terasa ter druga in četrta stopnja piramide so obdane z galerijami z gopurami (vratnimi stebri) in vogalnimi stolpi. Stopnice vodijo navzgor na vseh štirih bokih, vedno od vratnega stolpa do vratnega stolpa. Prasat (stolp) na najvišji ravni, katerega stopničasto, približno križno podnožje je jasno vidno, se je moral nekoč dvigati 50 m nad okolico.
Reliefi, ki prikazujejo prizore iz hindujskih mitov, »naivne in čudovite, natančno opazovane in polne domišljije – vrhunec reliefne umetnosti«, so v paviljonu in galerijah.

## Galerija
- Bas-relief of soldier carrying a kukri and shield.